# Farlige flyvehavre
Farlige flyvehavre er en dansk dokumentarfilm, der er produceret af Landbrugets Informationskontor (L.I.K.).

## Handling
Filmen viser flyvehavre og beretter om dens spredning og bekæmpelse.